# 松平勝宗
松平 勝宗（まつだいら かつむね、生年不詳 - 永正6年3月1日（1509年3月21日））は、室町時代の武将。長沢松平家の4代目当主。通称源七郎、兵庫頭。

## 略歴
松平親清の嫡男として生まれる。長沢城・岩津妙心寺城両城主 。永正6年3月1日に長沢城で死去。法名 浄心。
墓所は妙心寺（愛知県岡崎市岩津） 。

## 系譜
『寛政重修諸家譜』による。
- 父:松平親清
- 母:某氏娘
- 弟:松平信重（平右衛門）

信重系長沢松平家の祖。
- 正室:某氏娘
  - 長男:松平一忠
  - 次男:某（右馬允）